# Ambient techno
Per ambient techno (anche nota come intelligent techno) si intende uno stile musicale nato negli anni novanta e in Europa. Esso incrocia le sonorità pacate della musica ambient alle melodie e i ritmi della techno e dell'electro.

## Caratteristiche
Definita dal critico Simon Reynolds come un "genere post-rave", l'ambient techno si è distinta dalla musica dei rave, decisamente più mirata al ballo, e si è fatta notare come "musica elettronica da ascolto". Secondo Reynolds:
 Gli artisti che la suonano adottano apparecchiature un tempo adoperate per suonare Detroit techno e Chicago house quali sintetizzatori analogici, drum machine Roland 303 e TR-909.
I musicisti che hanno inaugurato lo stile includono B12, Aphex Twin, The Black Dog, Higher Intelligence Agency e Biosphere. Altri esponenti che vengono associati al genere includono Gas, e The Sight Below, rispettivamente i progetti di Wolfgang Voigt e Rafael Anton Irisarri.
Fra le etichette discografiche associate all'ambient techno vi sono la Warp Records, la Apollo, la GPR e la Beyond, mentre un'importante antologia che contribuì alla diffusione dello stile è Artificial Intelligence, pubblicata dalla Warp nel 1992.